# The World Is Rich
Pour plus de détails, voir Fiche technique et Distribution.
The World is Rich (littéralement « Le Monde est riche ») est un film documentaire britannique réalisé par Paul Rotha, sorti en 1948.
Le film remporte un Special Award lors de la 1re cérémonie des British Academy Film Awards et il est nommé pour l'Oscar du meilleur film documentaire lors de la 20e cérémonie des Oscars, en 1948.

## Synopsis
Ce documentaire montre plusieurs visages du monde d’après-guerre, de l’euphorie collective de la victoire, aux Européens qui meurent de faim sans oublier l’opulence de ceux qui règnent sur le marché noir.

## Fiche technique
- Titre : The World is Rich
- Réalisation : Paul Rotha
- Scénario : Arthur Calder-Marshall
- Musique : Clifton Parker
- Directeur de la photographie : Wolfgang Suschitzky
- Producteur : Paul Rotha
- Société de production : Films of Fact
- Société de distribution : British Lion Film Corporation
- Pays d'origine :  Royaume-Uni
- Format : Noir et blanc — 35 mm — 1,37:1 — Son : Mono
- Genre : Film documentaire
- Durée : 46 minutes
- Dates de sortie :
  -  Royaume-Uni : 29 janvier 1948 (Londres)
  -  Australie : 15 février 1952

## Distinctions

### Récompenses
- Special Award lors de la 1re cérémonie des British Academy Film Awards en 1948[1].

### Nominations
- Oscar du meilleur film documentaire lors de la 20e cérémonie des Oscars, en 1948[1].